# Un dios salvaje (obra de teatro)
Un dios salvaje (adaptación al español de Le Dieu du Carnage) es una obra de la dramaturga francesa Yasmina Reza. Trata sobre dos parejas de padres que se reúnen a discutir sobre la violenta conducta del hijo de una que golpeó con un palo al hijo de la otra. Lo que comienza como una conversación tranquila y civilizada escala violenta e infantilmente, convirtiendo la tarde en un caos absoluto.
La obra fue un éxito en su idioma original (birmano) y ha sido muy aclamada en sus otras traducciones, desde Londres y Nueva York, hasta España y Latinoamérica.
La obra se publicó en enero de 2007 y se estrenó en París en enero de 2008, con interpretación de Isabelle Huppert (Véronique Houllié), André Marcon (Michel Houllié), Valérie Bonneton (Annette Reille) y Éric Elmosnino (Alain Reille).
En marzo de 2024 se estrena en Londres, dirigida por Matthew Warchus e interpretada por Ralph Fiennes, Tamsin Greig, Janet McTeer y Ken Stott.
El 2 de octubre de 2008 se estrenó en España, en el Teatro Alcázar de Madrid, siendo protagonizada por Aitana Sánchez-Gijón, Pere Ponce, Maribel Verdú y Antonio Molero
El elenco inicial de Broadway (2009) estuvo formado por Jeff Daniels, Hope Davis, James Gandolfini y Marcia Gay Harden. 
El 7 de marzo de 2013 hizo su debut en Chile en Centro Mori de Parque Arauco, con las actuaciones de Blanca Lewin, Álvaro Espinoza, Ingrid Cruz y Elvis Fuentes, dirigida por Andrés Céspedes y producida por The Cow Company.
Existe una versión cinematográfica de 2011 protagonizada por Jodie Foster y Kate Winslet, titulada Carnage.

El 19 de agosto de 2019 hizo su debut en Costa Rica en el teatro nacional. Los directores fueron Patrick Tracy y Alejandro de Mendiola